# 史密斯威森M19左輪手槍
史密斯威森M19（英語：Smith & Wesson Model 19）是一款由美国槍械公司史密斯威森所研製及生產的6發式“K型底把”雙動操作式左輪手槍，發射.357 S&W馬格南或火力相對較弱的.38 S&W特種彈這二種手枪子彈。K型底把比原來的N型底把.357口徑（通常都是指史密斯威森M27）稍為細小和輕盈。

## 歷史

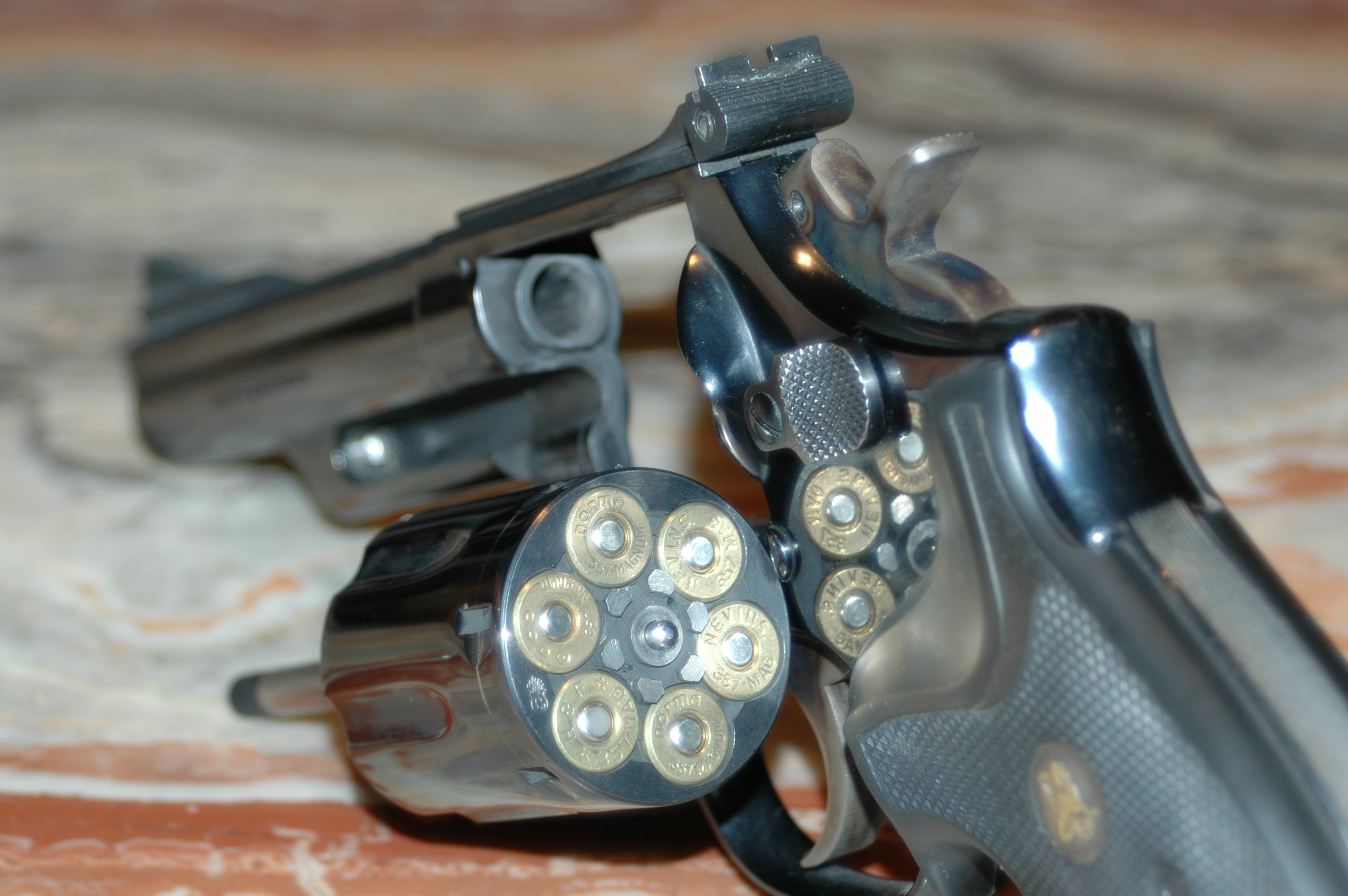
向左擺出的6發弹巢及內膛特寫。

.357 S&W馬格南是最古老的手槍用“馬格南”手枪子彈。史密斯威森在研發這種子弹和左輪手槍和其成功上都付上了很大的努力。枪械類武器作家和實驗者菲利普·夏普（英語：Philip Sharpe）在1930年代期間讚揚.357 S&W馬格南的研發，因為當時執法機關都要求一種火力更強大的子弹。史密斯威森創始人之一的丹尼爾·貝爾德·韋森有意生產一種能夠發射和承受“高膛壓”.38特種彈的新型左輪手槍，但除非溫徹斯特將會研發一種新的子彈。後來，溫徹斯特推出了.357馬格南，它基本上與.38特種彈的尺寸是相同的，不過.357馬格南的彈殼長度比起.38特種彈加長了.125英吋（3.175毫米），而第一把可以發射.357馬格南的左輪手槍（當時簡稱為“.357馬格南型號”）在1935年4月8日由史密斯威森完成研發。
美國邊境巡邏隊退休助理首席巡邏督察，著名槍手及作家比爾·喬丹曾經向史密斯韋森諮詢史密斯威森M19的設計和特色。喬丹構想的“和平人員的夢想”（英語：Peace officer's dream）的手槍是一把沉重的4英吋（101.6毫米）槍管、K型底把.357馬格南口徑、裝上類似N型底把.357馬格南口徑的包覆槍管以及可調節的機械瞄具。經過了一年強度改進鋼鐵和特殊热处理工藝的試驗以後，其結果就是.357戰鬥馬格南（後來命名為M19），而第一個生產序列號的手槍（K260,000）在1955年11月15日贈送給喬丹。

## 樣式
史密斯威森M19具有烤藍碳鋼處理（有皇家藍色表面）和鍍镍鋼（半光亮表面）兩種表面處理、木製或橡膠兩種戰鬥握把以及可調節的缺口式照門，並可以使用2.5英吋（M66為3英吋，比較罕見）、4英吋或6英吋槍管長度。空槍重量分別是30.5盎司（865克，1.91磅）、36盎司（1,021克，2.25磅）或39盎司（1,106克，2.44磅）。2.5英吋和3英吋槍管長度版本採用圓形握把，而4英吋和6英吋槍管長度版本則採用方形握把。
史密斯威森M19在1957年（第一批型號為沖壓件）至1999年11月期間生產。而史密斯威森M66在1970年至2005年期間生產。史密斯威森M66與史密斯威森M19的不同之處是使用不鏽鋼和它裝上了平滑射靶式扳機。史密斯威森M19和M66具有相同的扳機選擇。
生產型號的改進型會在數字型號的後方用“劃線-”加上數字命名。其生產型號的改進型如下：

### 史密斯威森M19
- 19（1957年）：每種型號都是沖壓件製造。
- 19-1（1959年）：改變退殼桿，從右到左回轉的膛線。
- 19-2（1961年）：弹巢擋出現改變，刪去扳機護環螺絲。
  - （1963年）：推出6英吋槍管。
  - （1963年）：生產了50根2.5英吋槍管，生產序列號範圍是K544672—K544721。
  - （1966年）：推出2.5英吋槍管為標準型。
- 19-3（1967年）：改變轉動缺口式照門的葉狀螺絲位置。
  - （1968年）：刪去菱形軸襯握把。
- 19-4（1977年）：將閉氣環從工字型弔桿轉移到彈巢。（不是一個真正的“改良”。它亦使得具有沉重的鉛覆蓋物以下更容易清洗，但基本上是成本削減措施。）
- 19-5（1982年）：減輕彈巢的重量。
- 19-6（1988年）：新型工字型弔桿保持系統；半徑螺柱包；浮動式手；擊錘鼻套管。
  - （1992年）：純烤藍表面處理已經按目錄分類。
- 19-7（1994年）：更改為邁克叔叔戰鬥人工合成握把；鑽絲錐底把；改變抽殼鈎（英语：Extractor (firearms)）；改變照門。
  - （1995至96年）：刪去方型握把的功能。
  - （1996年）：6英吋槍管型停止生產，開始使用藍色泡沫填充的塑料盒出貨。
  - （1997年）：更改為MIM拇指按壓柄；附帶主扳機鎖；更改為MIM扳機。
- 19-8（1998年）：改變底把設計：消除彈巢停止螺栓；消除鋸齒舌片；更改為MIM擊錘與浮動式撞針；1998年9月，再改變內部旋轉工作。
  - （1999年）：2.5英吋槍管型停止生產。

### 史密斯威森M66

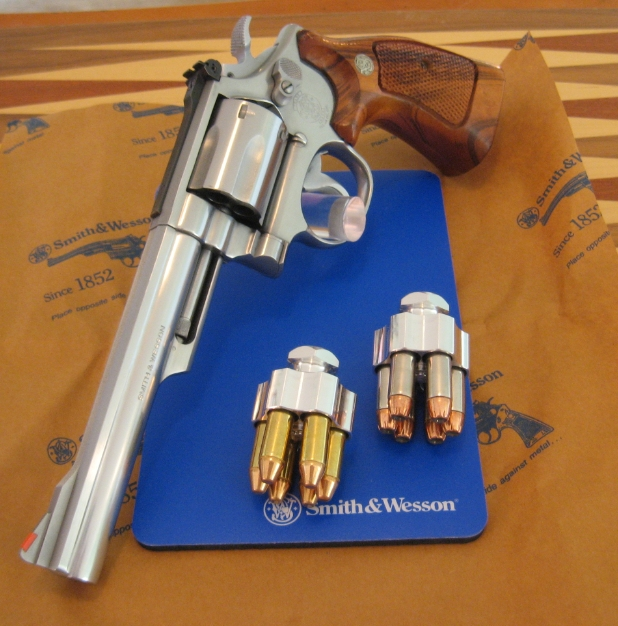
1986年生產的史密斯威森M66-2左輪手槍6英吋槍管型。

- 66（1970年）：每種型號都是沖壓件製造。
- 66-1（1977年）：改變由工字型弔桿到彈巢的氣環。
- 66-2（1982年）：移除插梢和凹槽，略微延長彈巢。
- 66-3（1986年）：新型工字型弔桿保留系統／半徑固定包／擊錘尖軸襯／浮動手。
- 66-4（1994年）：改變轉動缺口式照門的葉狀螺絲、鑽孔和新型閥門底把，推出霍格（英語：Hogue）握把，改變退殼方法。
- 66-5（1998年）：改變底把設計：移除彈巢阻擋桿／鋸齒吊桿／將MIM擊錘改為自由浮動式擊針／改變內置閉鎖運作。
- 66-6（2002年）：推出內置鎖。
- 66-7（？）：兩片式槍管和內置鎖。

（2005年）：停產。
- 66-8（2014年）：重新生產，只有4.25英吋槍管型。

## 使用國
- - 南澳大利亞警察（英语：South Australia Police）
- 法國
  - 司法警察中央局（英语：Central Directorate of the Judicial Police）
- 德国
  - 德國聯邦情報局
  - 德國聯邦警察GSG 9
- 愛爾蘭
  - 愛爾蘭陸軍遊騎兵（M66）
- 日本
  - 海上保安廳特殊警備隊
- - 大韓民國空軍
  - 大韓民國警察聽：便衣刑警探員專用
- 挪威
  - 挪威警察局（英语：Norwegian Police Service）
- 美国
  - 美國海軍特種作戰開發群（M66）
  - 美國邊境巡邏隊
  - 美國外交安全局
  - 美國特勤局
  - 联邦调查局
  - 美國能源部
  - 美國國家稅務局（M66）
  - 國土安全調查部
  - 美國菸酒槍炮及爆裂物管理局
  - 美國法警局
  - 聯邦航空警察局（英语：Federal Air Marshal Service）
  - 美國國家公園管理局（M66）
  - 印第安事務局
  - 部份地方警察局

## 雜項
雖然在挪威不是一枝標準的制式佩槍，可無論是4英吋或6英吋槍管衍生型，偶爾被武裝警察人員用作佩槍。

## 流行文化

### 电影
- 1978年—《死亡遊戲》：由史迪克（Stick，梅爾·諾瓦克飾演）首度用以企圖殺死盧比利。
- 1993年—《怒火风暴》：型號為短槍管型（英语：Snubnosed revolver），由馬丁·普倫德加斯特警長（Sergeant Martin Prendergast，v飾演）從他受傷的夥伴薩曼莎·托雷斯所拾取以後使用。
- 1993年—《雙面女蠍星》：由搶劫藥店的暴徒所使用。
- 2000年—《大逃殺（電影版）》及其3D版：原為男子20號元淵恭一（新田亮飾演）的分配武器，後來元淵恭一被男子5號川田章吾（山本太郎飾演）擊殺、而該槍亦被後者所搶奪。
- 2006年—：由聖地牙哥（Santiago，蓋爾·賈西亞·貝納飾演）在婚宴中用以向天開槍慶祝。
- 2010年—《全面啟動》：由在夢境中一名乘電單車的潛意識戰鬥人員用以追殺主角一行人。
- 2012年—：型號為史密夫威森M66，由「闇蝕」雷·凱利根（「Blackout」Ray Carrigan，尊尼·威特沃斯飾演）所使用。

### 电視剧
- 2014年—《閃電俠》：2014年11月25日第1季第7集「停電」（英語：Power Outage），被搶劫犯用作佩槍。
- 2021年——《魷魚遊戲》：分為裝有橡膠握柄和木製握柄版本：
  - 橡膠握柄版本被士兵用作處決未能完成遊戲的玩家的佩槍，其中一柄在第三集「撐傘的男人」被119號參賽者搶奪以劫一名管理者扣為人質。
  - 木製握柄版本被首爾道峰警察署警察黃俊昊（魏嘏雋飾演）用作潛入玩家所在島嶼的佩槍。

### 動漫畫
- 1967年—系列：主要配角次元大介的专用手枪。
- 2014年—《偽戀》：型號為史密夫威森M66，由鶇誠士郎（つぐみせいしろう，聲：小松未可子）所使用。

## 資料來源
1. 1 2 3 4 5  Supica, Jim; Nahas, Richard. . Iola, Wisconsin: F+W Media, Inc. 3 January 2007: 136, 186–188  [2015-09-12]. ISBN 0-89689-293-X. （原始内容存档于2014-07-09）.
2. ↑  Taffin, John. . Guns Magazine. 2006  [2009-08-02]. （原始内容存档于2012-07-08）.
3. ↑  Sweeney, Patrick. . Iola, Wisconsin: Gun Digest Books. 2004: 40–41  [2015-09-12]. ISBN 0-87349-792-9. （原始内容存档于2014-07-09）.

## 外部連結
- （英文）—Modern Firearms—Smith & Wesson "Military and Police" M10 and other K-frame revolvers
- （英文）—Unsung Best Buy:
  - The S&W Model 19 Family （页面存档备份，存于）
  - The Wonderful S&W K-Frames （页面存档备份，存于）
  - First Shots: S&W Model 66-2 （页面存档备份，存于）
- （英文）—The Firearm Blog.com－S&W Model 19 – The Police Officers Perfect Revolver （页面存档备份，存于）
- （英文）—The Truth About Guns.com—
  - Gun Review: Smith & Wesson Model 66 （页面存档备份，存于）
  - Gun Review: Smith & Wesson Model 66-4 .357 Revolver （页面存档备份，存于）
- （英文）—Handguns Magazine.com— Review: Smith and Wesson Model 66 Combat Magnum （页面存档备份，存于）
- （英文）—Personal Defense World.com—
  - 10 New Full Size Handguns for 2014 | Self-Defense, Duty & Competition Pistols （页面存档备份，存于）
  - 32 Revolvers From CONCEALED CARRY HANDGUNS 2016（页面存档备份，存于）